# Baljevac na Ibru
Baljevac na Ibru (izvirno srbsko Баљевац) je naselje v Srbiji, ki upravno spada pod Občino Raška; slednja pa je del Raškega upravnega okraja.

## Demografija
V naselju, katerega izvirno (srbsko-cirilično) ime je Баљевац, živi 1299 polnoletnih prebivalcev, pri čemer je njihova povprečna starost 39,7 let (39,0 pri moških in 40,4 pri ženskah). Naselje ima 540 gospodinjstev, pri čemer je povprečno število članov na gospodinjstvo 3,03.
To naselje je, glede na rezultate popisa iz leta 2002, večinoma srbsko.
|  |

| Demografija | Demografija     | Demografija     |
| Leto        | Št. prebivalcev | Št. prebivalcev |
| ----------- | --------------- | --------------- |
|             |                 |                 |
|             |                 |                 |
|             |                 |                 |
|             |                 |                 |
| 1948        | 1111            |                 |
| 1953        | 1341            |                 |
| 1961        | 1568            |                 |
| 1971        | 1502            |                 |
| 1981        | 1707            |                 |
| 1991        | 1614            | 1610            |
| 2002        | 1649            | 1636            |
|             |                 |                 |

| Etnična sestava po popisu iz leta 2002 | Etnična sestava po popisu iz leta 2002 | Etnična sestava po popisu iz leta 2002 | Etnična sestava po popisu iz leta 2002 | Etnična sestava po popisu iz leta 2002 |
| -------------------------------------- | -------------------------------------- | -------------------------------------- | -------------------------------------- | -------------------------------------- |
| Srbi                                   | Srbi                                   |                                        | 1.613                                  | 98,59%                                 |
| Črnogorci                              | Črnogorci                              |                                        | 9                                      | 0,55%                                  |
| Muslimani                              | Muslimani                              |                                        | 7                                      | 0,42%                                  |
| Nemci                                  | Nemci                                  |                                        | 2                                      | 0,12%                                  |
| Hrvati                                 | Hrvati                                 |                                        | 1                                      | 0,06%                                  |
| Neznano                                | Neznano                                |                                        | 3                                      | 0,18%                                  |